# Romel Raffin
Romel Raffin, né le 23 avril 1954, à Toronto, au Canada, est un ancien joueur canadien de basket-ball.

## Palmarès
- Finaliste du championnat des Amériques 1980
- 3e du championnat des Amériques 1984, 1988